# Guo Jingjing
Dans ce nom chinois, le nom de famille, Guo, précède le nom personnel.
Guo Jingjing (née le 15 octobre 1981 à Baoding dans la province du Hebei) est une plongeuse chinoise. Surnommée « diva du plongeon » ou « reine du plongeon », elle est l'une des plongeuses les plus médaillées de l'histoire, avec notamment quatre titres de championne olympique et dix de championne du monde.

## Carrière
Née à Baoding en 1981, Guo Jingjing commence le plongeon à l'âge de six ans dans la base d'entraînement de sa ville natale. En 1992, elle est sélectionnée pour représenter l'équipe nationale chinoise. Elle commence à s'illustrer au niveau international en 1995 lors d'une épreuve de coupe du monde organisée à Atlanta. Elle n'a alors que 14 ans mais se distingue en gagnant l'épreuve du plongeon synchronisé à 1 m avec sa compatriote Wang Rui et réédite pareille performance sur le tremplin synchronisé à 3 m. L'année suivante, Guo participe aux Jeux olympiques de 1996, là encore à Atlanta, mais ne parvient pas à monter sur le podium. Sur l'épreuve de haut vol à 10 m, la Chinoise termine cinquième, loin de sa compatriote Fu Mingxia, sacrée pour la seconde fois après le tremplin à 3 m.
En 1998, à Perth, Guo enlève sa première récompense lors de championnats du monde en obtenant la médaille d'argent sur le tremplin à 3 m. L'année suivante, elle remporte la coupe du monde sur l'épreuve du plongeon synchronisé à 3 m. En 2000, elle s'impose sur le tremplin à 3 m. Aux Jeux olympiques de Sydney en 2000, la plongeuse obtient deux médailles d'argent. D'abord alignée sur le tremplin à 3 m, elle remporte la médaille d'argent derrière sa compatriote Fu Mingxia. Avec cette dernière, elle termine deuxième sur le plongeon synchronisé à 3 m derrière un duo russe. La retraite de Fu, multiple championne olympique et meilleure plongeuse des années 1990, annonce l'avènement légitime de sa compatriote Guo.
En 2001, à Fukuoka, la plongeuse remporte deux médailles d'or lors des Mondiaux (elle est désormais associée à Wu Minxia en plongeon synchronisé). Elle conserve ses deux titres en 2003, 2005 et 2007. Entre-temps, Guo Jingjing participait à ses troisièmes Jeux olympiques en 2004 à Athènes. Favorite, elle décroche deux titres olympiques dans ses deux épreuves de prédilection : le tremplin à 3 m et le plongeon synchronisé à 3 m. La notoriété que lui apportent ces deux sacres olympiques obtenus en Grèce permettent à la Chinoise de signer un contrat de parrainage avec la firme de restauration rapide américaine McDonald's. Un temps écartée de l'équipe nationale à cause de cette association, elle est rapidement réintégrée. Son attitude de « star » jugée trop « commerciale » en Chine est cependant toujours critiquée par les médias nationaux, lesquels ne manquent pas de parler de la vie privée de la plongeuse, la montrant par exemple avec son conjoint Kenneth Fok, petit-fils de l'homme d'affaires hong-kongais Henry Fok (en). Elle est également critiquée pour les excès dont elle fait preuve dans ses déclarations ou pour sa façon de traiter les journalistes.
Peu avant le début des Jeux asiatiques de 2006 organisés à Doha, la plongeuse chinoise annonce qu'elle compte mettre un terme à sa carrière à l'issue des Jeux olympiques de 2008 se tenant à Pékin. Elle obtient deux nouveaux titres mondiaux en 2007 à Melbourne. Lors des Jeux olympiques organisés par son pays en 2008, elle remporte deux titres olympiques supplémentaires obtenues, conservant donc ceux qu'elle avait conquis quatre ans auparavant.
Contrairement à ce qu'elle avait annoncé initialement, elle n'arrête pas la compétition après les Jeux de Pékin et participe ainsi aux championnats du monde de 2009 à Rome. Parvenant à réaliser le doublé individuel/synchronisé pour la cinquième fois d'affilée, elle atteint ainsi un total de dix titres mondiaux.
Elle confirme l'arrêt de sa carrière sportive en janvier 2011, affirmant alors ne pas se préparer pour les Jeux olympiques de 2012.

## Palmarès

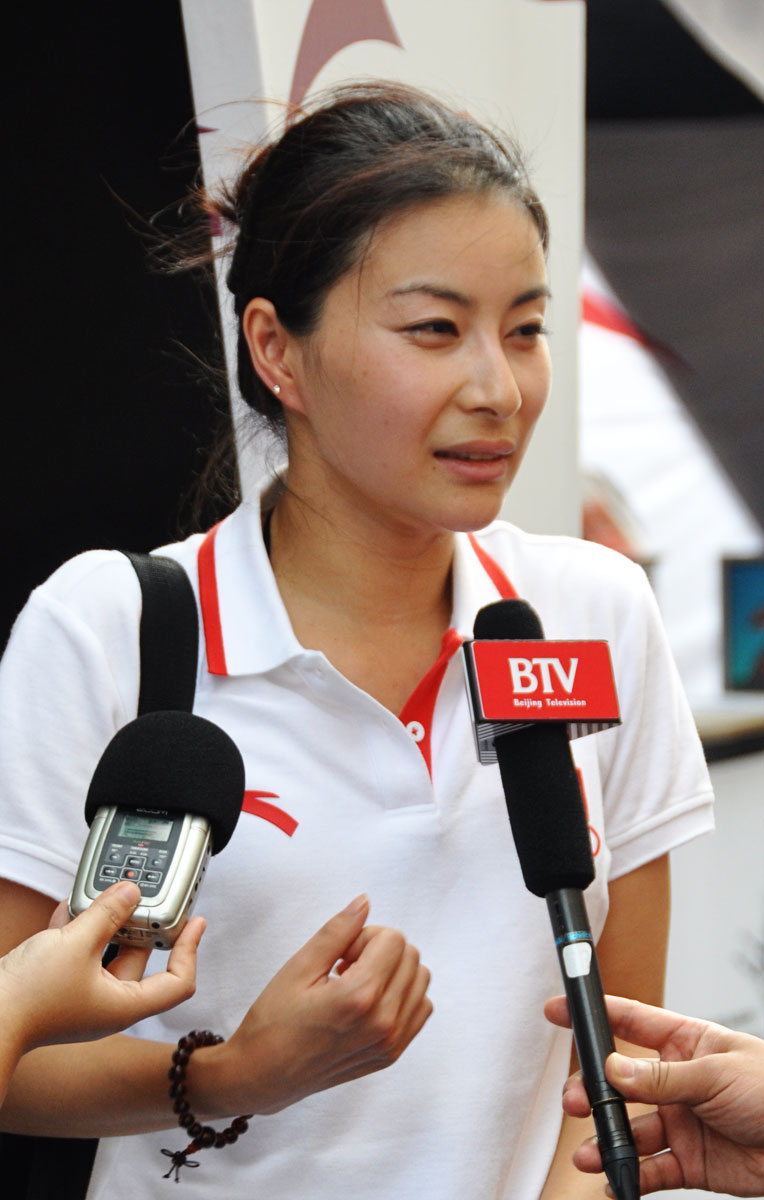
Guo Jingjing en 2010.

### Jeux olympiques
- Jeux olympiques de 2000 à Sydney  Australie :
  -  Médaille d'argent sur le tremplin à 3 m.
  -  Médaille d'argent sur le plongeon synchronisé à 3 m (avec Fu Mingxia).

- Jeux olympiques de 2004 à Athènes  Grèce :
  -  Médaille d'or sur le tremplin à 3 m.
  -  Médaille d'or sur le plongeon synchronisé à 3 m (avec Wu Minxia).

- Jeux olympiques de 2008 à Pékin  République populaire de Chine :
  -  Médaille d'or sur le plongeon synchronisé à 3 m (avec Wu Minxia).
  -  Médaille d'or sur le plongeon individuel à 3 m.

### Championnats du monde
- Championnats du monde 1998 à Perth  Australie :
  -  Médaille d'argent du plongeon individuel à 3 m.

- Championnats du monde 2001 à Fukuoka  Japon :
  -  Médaille d'or du plongeon synchronisé à 3 m (avec Wu Minxia).
  -  Médaille d'or du plongeon individuel à 3 m.

- Championnats du monde 2003 à Barcelone  Espagne :
  -  Médaille d'or du plongeon synchronisé à 3 m (avec Wu Minxia).
  -  Médaille d'or du plongeon individuel à 3 m.

- Championnats du monde 2005 à Montréal  Canada :
  -  Médaille d'or du plongeon synchronisé à 3 m (avec Li Ting).
  -  Médaille d'or du plongeon individuel à 3 m.

- Championnats du monde 2007 à Melbourne  Australie :
  -  Médaille d'or du plongeon synchronisé à 3 m (avec Wu Minxia).
  -  Médaille d'or du plongeon individuel à 3 m.

- Championnats du monde 2009 à Rome  Italie :
  -  Médaille d'or du plongeon synchronisé à 3 m (avec Wu Minxia).
  -  Médaille d'or du plongeon individuel à 3 m.

### Jeux asiatiques
- Jeux asiatiques de 1998 à Bangkok,  Thaïlande :
  -  Médaille d'or du plongeon individuel à 3 m.

- Jeux asiatiques de 2002 à Pusan,  Corée du Sud :
  -  Médaille d'or du plongeon individuel à 3 m.
  -  Médaille d'or du plongeon synchronisé à 3 m (avec Wu Minxia).

- Jeux asiatiques de 2006 à Doha,  Qatar :
  -  Médaille d'or du plongeon synchronisé à 3 m (avec Li Ting).